# 第24集团军 (德国国防军)
第24集团军（德語：24. Armee）是二战时期德國國防軍的集团军。
这支军队成立于1944年10月，任务是保卫德国南部。军队由汉斯·施密特步兵上将指挥。在1945年2月至4月期间，在第5軍的人员的基础上组建，军队没有分配任何单位。作为阿爾卑斯要塞的一部分，它的直接任务是阻止盟军可能通过中立的瑞士前进。1945年4月，第405师从第19集团军转入，作为第24集团军的核心，但该军的纸面兵力从未超过9,000人，第24集团军于1945年5月向美国第6军投降。
| 任次 |             | 指揮官                             | 就职        | 离职         | 任职时间 |
| ---- | ----------- | ---------------------------------- | ----------- | ------------ | -------- |
| 1    | 漢斯·施密特 | 步兵上將 漢斯·施密特 （1877–1948） | 1944年111月 | 1945年5月6日 | 6个月    |

## 延伸閱讀
- MacDonald, Charles B. The Last Offensive: The United States Army in World War II: The European Theater of Operations, Dover Publications, 2007, ISBN 978-0-486-45556-3.
- Tessin, Georg (1976).  "Verbände und Truppen der deutschen Wehrmacht und Waffen-SS im Zweiten Weltkrieg 1939-1945" (Volume IV), Biblio Verlag, Osnabrück.  ISBN 3-7648-1083-1.